# منال الضويان
منال الضويان (ولدت في الظهران في المنطقة الشرقية عام 1973م) فنانة وفوتوغرافية سعودية. تعد إحدى الفنانات البارزات في الحركة الفنية السعودية المعاصرة. وهي حاصلة على «جائزة الفنون البصرية» من مبادرة الجوائز الثقافية الوطنية عام 2023.

## العمل الفني
قدمت قرابة 21 عملاً ومجموعة فنية داخل السعودية وخارجها. ابتدأت مسيرتها الفنية بالتصوير الفوتوغرافي، وكانت أول تجربة عرض لها خارج السعودية تحديدا في إسبانيا.
عملت فنانةً مقيمة بمؤسسة دلفينا في العاصمة البريطانية لندن، وفي جالري كوادرو فاين آرت بـدبي، وجاليري تاون هاوس بمدينة القاهرة. ودعيت في عام 2015 إلى مؤسسة (روشنبرغ) للعمل فنانةً مقيمة. عرضت أعمالها في معارض عربية وعالمية، كمعرض (بينالي البندقية) 2009-2011، ومعرض (بينالي برلين) عام 2010، ومعرض (غوانغجو) بكوريا الجنوبية، ومتحف (لوزيانا للفن المعاصر) في الدنمارك. كما تعرض أعمالها بشكل دائم في المتحف البريطاني، والمتحف العربي للفن الحديث، ومتحف لوس أنجلوس، متحف الأردن الوطني للفنون الجميلة، وهيئة أبوظبي للثقافة والتراث، ومؤسسات عبد اللطيف جميل، ناطور وبرجيل. حصلت منال على جائزة المرأة العربية السعودية عام 2014 عن فئة الفن. كما نالت منحة من جامعة (نيويورك أبوظبي).
تتبع منال أسلوب الفن المفاهيمي، وتتناول أعمالها الذاكرة الجمعية، القصص الشخصية وأوضاع المرأة في السعودية. وإلى جانب التصوير الأحادي تتضمن أعمالها الفن التلصيقي والطباعة بالشاشة الحريرية، واستخدام رذاذ الطلاء والنيون والإضاءة بالصمام الثلاثي الباعث للضوء.
من أشهر أعمالها المجموعة الفوتوغرافية (أنا 2005) سلطت فيها الضوء على دور المرأة السعودية العاملة، ومجموعة (اسمي 2012) التي عرضت فيها بمساعدة 400 امرأة حول السعودية أسماء النساء، في عمل فني لمواجهة العادة التي كانت سائدة بالشعور بالخجل من ذكر أسماء النساء، ومجموعة (صدمة 2014) للفت النظر للحوادث المرورية التي تتعرض لها المعلمات السعوديات في الطرق أو المناطق النائية.

## حياتها
ولدت منال في المنطقة الشرقية بالسعودية، وحصلت على شهادة البكالوريوس في علوم الحاسب هناك. ثم انتقلت إلى بريطانيا للحصول على الماجستير في علوم الأنظمة، وهي تحمل ماجستير (الكلية الملكية للفنون) في بريطانيا في ممارسة الفن المعاصر في الميادين العامة. وبعد عودتها عملت مديرةً إبداعية في شركة (أرامكو) ومبرمجة نظم معلوماتية. وبعد 10 أعوام تفرغت تماما للفن. اضطرت الضويان لبدء نشاطها الفني خارج المنطقة، بسبب عدم انتشار المعارض والمتاحف الفنية ذلك الوقت، وتكون حركة فنية واضحة. ثم عادت لعرض أعمالها مجموعة تلو المجموعة في معارض السعودية ومعارض الإمارات، عمان، وقطر.

## أشهر أعمالها

### أنا 2005
هي مجموعة فوتوغرافية أحادية صورتها الضويان، لتسليط الضوء على أدوار متعددة للمرأة في المجتمع. استلهمت الضويان مجموعتها من خطاب للملك عبدالله بن عبدالعزيز بعد توليه حكم المملكة في عام 2005، والذي شدد فيه على أهمية مشاركة المرأة. دعت الضويان مجموعة من السيدات السعوديات واللاتي يعملن في قطاعات مختلفة، والتقطت لهن الصور بثياب العمل، ليكن مصدر إلهام للنساء الأخريات.

### في الهوا سوا 2011
هي مجموعة فنية عبرت الضويان من خلالها عن القيود المفروضة على حركة المرأة، مكونة من سرب من  الحمام الأبيض مصنوع من الخزف يصل إلى 200 حمامة، بعضها يحلق والبعض يجثم على الأرض. ومطبوع عليها صور تطابق الوثائق المطلوبة من المرأة في السعودية للحصول على تصريح بالسفر. عرض العمل للمرة الأولى في معرض (إدج أوف أرابيا) بدبي، وعرض مرة أخرى في معرض (بينالي) بالبندقية، وتم بيعه في مزاد (سوذبيز) في الدوحة بقيمة 329 ألف دولار.

### اسمي 2012
هي مجموعة فنية مكونة من كرات خشبية مكتوب عليها أسماء النساء، منظومة ومعلقة في حبل صنع بواسطة سيدات بدويات، نسجنه بتقنية السدو المعروفة في التراث السعودي، مكونة مايعرف بـ(السبحة) في الثقافة التقليدية السعودية. تم العمل على المجموعة بمشاركة 400 سيدة سعودية في ورش عمل مسبقة، حيث خططن أسمائهن الكاملة على الكرات. وتهدف منال من خلال العمل لكسر الحظر المجتمعي الذي ساد فترة من الزمن على تداول أسماء النساء، ومواجهة خجل الرجال من ذكر أسماء زوجاتهم وأمهاتهم وأخواتهم. وعن اختيارها للشكل النهائي للعمل، رأت الضويان أن تكوين السبحة يمثل الاتصال بين النساء في أنحاء السعودية.

### شجرة الذاكرة 2014
هو مشروع فني رسمت فيه الأشجار العائلية للنساء، مقتصرة على أسلافهن النساء فقط. رعته جمعية النهضة النسائية، وشاركت فيه 150 سيدة، قمن بإعداد شجرة العائلة لكل منهن، ضمن أوراق شجرية نحاسية نظمت وعلقت لتتدلى منها أسماء النساء. يهدف العمل لحفظ التاريخ والإرث العائلي النسائي، والذي غالبا مايغفل ويتم الاكتفاء بأسماء الرجال في التوثيق العائلي، وتقديمه بوجهة نظرهن. عرض في عدة معارض داخل السعودية وتم اقتناءه للعرض الدائم من قبل المتحف العربي للفن الحديث بالدوحة.

### صدمة 2014
صدمة عمل فني توثيقي يعرض تحول النساء إلى أرقام، في حوادث الوفيات للمعلمات عبر الطرق أو في القرى النائية. اعتمدت الضويان في العمل على مجموعة مواد صحفية وأخبار وصور للحوادث المرورية، وحرصت من خلاله على دفع المجتمع لتذكر الضحايا. وعملت على جعل الحوائط أشبه بلوح كتابة، ضمت صورا للحوادث، ونسب وإحصاءات مهمة عن نسب الحوادث في كل منطقة، ونسبة الحوادث لكل معلمة، ونسبة تعرض المركبات للفحص الدوري واجتيازها له، وغيرها من البيانات. كما يضم شاشة عرضت فيها شهادات من معلمات ناجيات، ووثقت الضويان ما تم تداوله في منصة التواصل الاجتماعي تويتر حول الموضوع، وأرفقت تغريدات لبعض المعلمات قبل أن يتوفين نتيجة تلك الحوادث. وضمت الحوائط صور لمتعلقات الضحايا، وما تبقى منها بعد الحوادث.

### واحة القصص 2022
يمثل هذا العمل رواية جمالية صاغتها الضويان ليكون عملها الفني عنصراً إبداعياً في "وادي الفن" في العلا، وتروي فيه قصص الموروث الذي جُمع بالتعاون مع أهالي وسكان العلا، واعتمدت على معيار وحيد وهو تأمل البلدة القديمة وجدرانها المبنية من الطوب الطيني، بينما المقياس الأساسي هو حجم بلدة العلا القديمة، حيث يبعث العمل الفني على التأمل والتفكر في التاريخ الإنساني والتاريخ المروي شفهياً.

## الجوائز والتكريم
- اختيرت ضمن قائمة 100 امرأة الأكثر تأثيراً والهاماً في العالم، التي أصدرتها وكالة البي بي سي الإعلامية البريطانية عام 2019.[19]
- حصلت على «جائزة الفنون البصرية» من مبادرة الجوائز الثقافية الوطنية في دورتها الثالثة 2023.[5][6]

## وصلات خارجية
- منال الضويان الشغف أم الوظيفة؟